# أسود وأزرق (من الأفضل الاتصال بسول)
«أسود وأزرق» (بالإنجليزية: Black and Blue)‏ هي الحلقة الخامسة للموسم السادس من مسلسل إيه إم سي التلفزيوني الدرامي من الأفضل الاتصال بسول، المسلسل يُعتبر بادئة من مسلسل اختلال ضال. تم بث الحلقة في 9 مايو 2022 على قناة إيه إم سي بالولايات المتحدة. خارج الولايات المتحدة، تم عرض الحلقة لأول مرة على خدمة البث نتفليكس في عدة بلدان.

## الاستقبال

### التقييمات
شاهد الحلقة ما يقدر بـ 1.22 مليون مشاهد خلال أول بث له على إيه إم سي في 9 مايو 2022.

## وصلات خارجية
- «أسود وأزرق» على إيه إم سي (بالإنجليزية)
- «أسود وأزرق» على قاعدة بيانات الأفلام على الإنترنت (بالإنجليزية)